# Konec srpna v Hotelu Ozon
Sfârșit de august la Hotelul Ozon (în cehă Konec srpna v Hotelu Ozon) este un film dramatic științifico-fantastic cehoslovac din 1967 al regizorului Jan Schmidt, bazat pe un scenariu de Pavel Juráček.

## Producție
Dana Medřická a fost inițial luată în considerare pentru un rolul Dagmar Hubertusová. Filmul a fost filmat într-un sat abandonat de lângă Mohelno . 

## Intrigă
Filmul urmărește un grup de tinere care trăiesc într-o lume post-apocaliptică după un război nuclear.
La mulți ani după un devastator război mondial (povestea nu specifică ce fel de război a fost), lumea este aproape pustie. Natura nu este afectată de războiul precedent, aerul poate fi respirat, apa poate fi băută, animalele pot fi mâncate. Povestea urmărește călătoria mai multor femei prin mediul rural și orașe pustii, în căutarea lor după alte persoane: misiunea lor este de a găsi bărbați cu care să facă copii pentru viitorul omenirii. Nu găsesc decât un bătrân, Hubert, singur la Hotelul Ozón, care își păzește „comoara” - o grămadă de conserve ruginite. Cea mai în vârstă dintre femei, Stará, numele real Dagmar Hubertusová, martor al timpurilor de dinainte de război, moare de epuizare și disperare aici. Tinerele împușcă câinele acestuia cu sânge rece și apoi pe bătrân, deoarece a refuzat să le dea un vechi gramofon (bătrânul este la fel de inutil pentru ele ca și câinele) și au pornit în următoarea lor călătorie.

## Distribuție
- Ondrej Jariabek ca Om Bătrân
- Beta Poničanová ca Dagmar Hubertusová
- Magda Seidlerová ca Barbora
- Hana Vítková ca Tereza
- Jana Novaková ca Klára
- Vanda Kalinová ca Judita
- Natalie Maslovová ca Magdaléna
- Irena Lžičařová ca Eva
- Jitka Hořejšías Marta

## Recepție
Sfârșit de august la Hotelul Ozon a fost lansat în 1967. The New York Times a scris în 2014: „Superb filmat și devastator de bine povestit, filmul răsună de lipsa de speranță a anumitor narațiuni din perioada de după al doilea război mondial”.

## Vezi și
- Listă de filme apocaliptice
- Listă de filme științifico-fantastice din anii 1960